# 矢野大和
矢野 大和（やの たいわ、1956年（昭和31年）7月7日 - ）は、元大分県佐伯市職員。佐伯市及び宇目町観光大使を務めた。

## 概要

### 略歴
大分県南海部郡宇目町（現：佐伯市宇目）の鷹鳥屋神社の社家に生まれる。大分県立佐伯鶴城高等学校、國學院大學経済学部卒業。1980年（昭和55年）、宇目町役場に就職。あわせて生家の鷹鳥屋神社の宮司を務める。1984年（昭和59年）、県南落語組合を結成し事務局長に就任。1998年（平成10年）、矢野が大分県で行われた国民文化祭の素人落語競演会で最優秀賞を、県南落語組合がサントリー地域文化賞をそれぞれ受賞した。2001年（平成13年）から宇目町の、2005年（平成17年）から佐伯市の観光大使を務める。
2007年（平成19年）7月、民主党大分県連の推薦を受け、第21回参議院議員通常選挙に大分県選挙区から無所属で出馬したが、自由民主党の礒崎陽輔に敗れ、次点で落選した。

### 第21回参議院議員通常選挙
大分県では、参議院選挙には民主党・社会民主党がそれぞれ交互に無所属の候補を擁立し、推薦する方式が採られており、2007年（平成19年）の第21回参議院議員通常選挙は社民党系無所属の候補の順番にあたっていた。民主党大分県連は矢野の擁立を強く主張したが、民主・社民両党の選挙協力を重視する党本部が矢野を公認しなかったため、県連は独自に矢野を推薦した。一方の社民党も無所属の松本文六を推薦し、大分県選挙区で擁立。国民新党の後藤博子も比例区から大分県選挙区に鞍替えして出馬したため非自民の票が割れ、大分県選挙区では自由民主党の礒崎陽輔が当選した。

### 著書
- 笑って元気 - ハッスル公務員口演記 （2005年4月 家の光協会 ISBN 978-4259546755 ）
- 続・笑って元気 - 一期一笑の口演記 （2006年6月 家の光協会 ISBN 978-4259546953）

### 出演番組
- テレビ
  - 大分しんけん海賊船 （NHK大分放送局 1997年4月- （2年間））
  - 大和と対話 （佐伯ケーブルテレビ 1999年4月- （2年間））
- ラジオ
  - おはようTELふるさとラジオ （NHK（九州管内） 1992年4月- （5年間））
  - 土曜の朝はビ・フレッシュ （大分放送 1995年4月- （2年間））
  - ハイカラ食堂 （FM大分 2001年4月- 放送中）